# Elisha Standiford

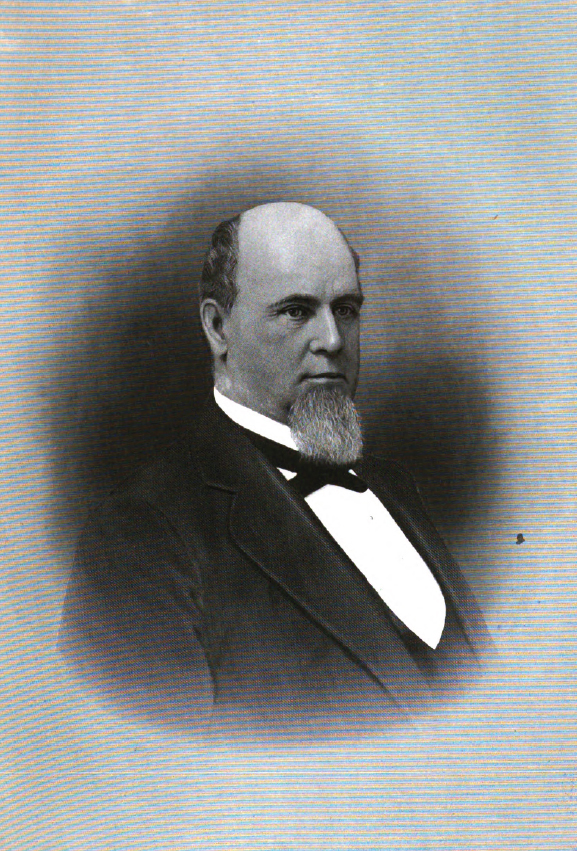
Elisha Standiford

Elisha David Standiford (* 28. Dezember 1831 bei Louisville, Kentucky; † 26. Juli 1887 ebenda) war ein US-amerikanischer Politiker. Zwischen 1873 und 1875 vertrat er den Bundesstaat Kentucky im US-Repräsentantenhaus.

## Werdegang
Elisha Standiford besuchte die öffentlichen Schulen seiner Heimat und danach das St. Mary’s College nahe Lebanon. Nach einem anschließenden Medizinstudium und seiner Zulassung als Arzt begann er in Louisville zu praktizieren. Diesen Beruf hat er aber nicht lange ausgeübt. Stattdessen begann er in der Landwirtschaft und in anderen Wirtschaftsbereichen zu arbeiten. Gleichzeitig schlug er als Mitglied der Demokratischen Partei eine politische Laufbahn ein. In den Jahren 1868 und 1871 saß er im Senat von Kentucky.
Bei den Kongresswahlen des Jahres 1872 wurde er im fünften Wahlbezirk von Kentucky in das US-Repräsentantenhaus in Washington, D.C. gewählt, wo er am 4. März 1873 die Nachfolge von Boyd Winchester antrat. Da er im Jahr 1874 eine erneute Kandidatur ablehnte, konnte er bis zum 3. März 1875 nur eine Legislaturperiode im Kongress absolvieren. Nach dem Ende seiner Zeit im US-Repräsentantenhaus fungierte Standiford zwischen 1875 und 1879 als Präsident der Louisville and Nashville Railroad. Außerdem wurde er im Bankgeschäft tätig. Überdies war er weiter in der Landwirtschaft engagiert. Elisha Standiford starb am 26. Juli 1887 in Louisville und wurde dort auch beigesetzt.